# Lampetis nigroviolacea
Lampetis nigroviolacea es una especie de escarabajo del género Lampetis, familia Buprestidae. Fue descrita científicamente por Thomson en 1878.